# USB On-The-Go

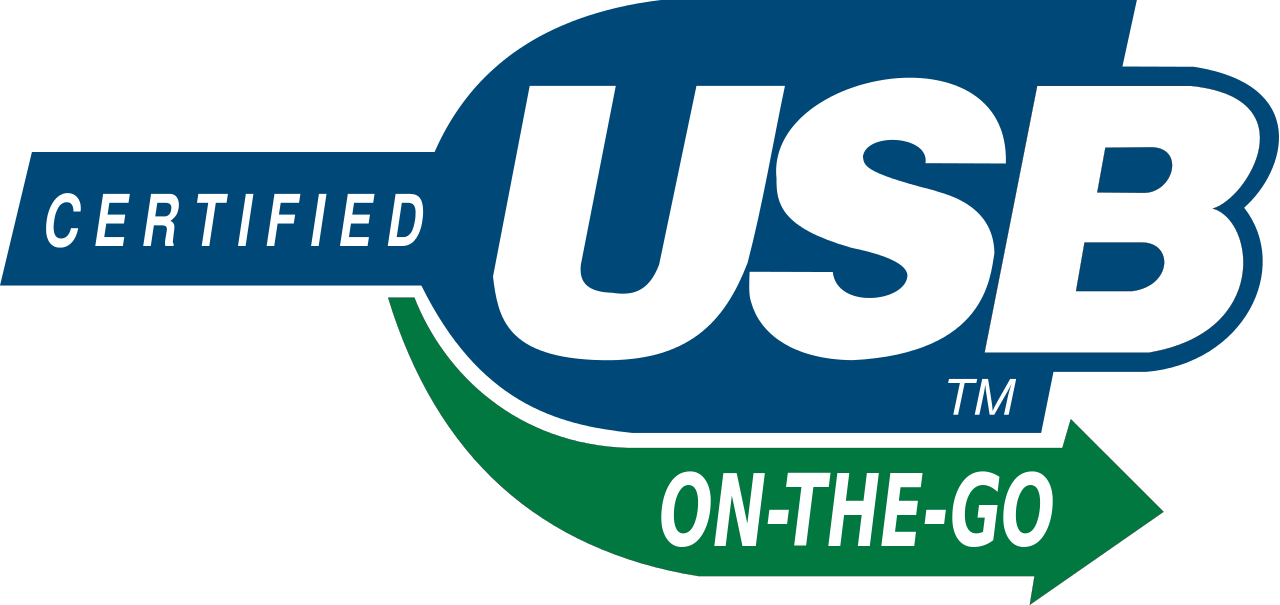
Логотип USB OTG

USB On-The-Go, звична абревіатура USB OTG, є розширенням специфікацій протоколу USB 2.0
Технологія USB On-The-Go розширює специфікації USB 2.0 для легкого з'єднання периферійних USB-пристроїв безпосередньо між собою без використання персонального комп'ютера. Прикладом застосування цієї технології є можливість під’єднання фотоапарата безпосередньо до пристрою друку. Цей стандарт виник через об'єктивну потребу надійного з'єднання особливо поширених USB-пристроїв без застосування комп'ютера, якого у потрібний момент може і не бути під рукою.
Цей стандарт USB використовує master/slave-архітектуру. Тобто хтось повинен бути головним (англ. master), а хтось другорядним (англ. slave). На момент з'єднання двох пристроїв відповідно до USB OTG визначаються дві ролі: OTG Пристрій-А та OTG Пристрій-Б. OTG Пристрій-A є пристроєм живлення, а OTG Пристрій-Б — споживачем струму. Конфігурація такого з'єднання означає, що Пристрій-А є контролюючим (англ. Host) та Пристрій-Б — є периферійним. Використовуючи HNP (англ. Host Negotiation Protocol) можна змінити ролі головного та периферійного пристрою.
Сучасна портативна техніка (смартфони, планшети тощо) дуже часто підтримує цю технологію, що дає змогу під’єднати до смартфону або планшетного ПК такі пристрої, як USB-накопичувач (флешку, зовнішній твердий диск тощо), геймпад, клавіатуру, вебкамеру (якщо не має вбудованої), пристрій друку, сканери, адаптери типу USB-to-Ethernet, зчитувачі флеш-карт. У багатьох випадках можливе під’єднання USB-концентратора для одночасної роботи з декількома пристроями. Підтримка пристроїв і з'єднань такого роду залежить від операційної системи і наявних в ній драйверів, обмежень виробників. 
Під’єднання у більшості випадків, за винятком моделей, що мають "стандартний" USB-порт, відбувається за допомогою OTG-кабелю, який може бути додано у комплектацію пристрою. У мережі Інтернет є інструкції з переробки звичайного USB-кабелю на OTG.